# Manutenzione incidentale
La manutenzione incidentale, un tempo detta anche "manutenzione a guasto", è una politica di manutenzione che prevede un intervento di riparazione, sostituzione o revisione, solo a guasto avvenuto. L'azione manutentiva è quindi subordinata all'attesa del manifestarsi del guasto.
Solo a guasto avvenuto viene preparato ed eseguito un intervento di "ripristino" che riporta la prestazione del sistema al livello che aveva prima del manifestarsi del guasto in un suo componente.
In francese il termine Manutenzione incidentale assume il significato letteralmente di Manutenzione correttiva, tuttavia in italiano, si definisce Manutenzione correttiva l'insieme di azioni manutentive che non concorrono ad aumentare il valore del sistema né a migliorarne le prestazioni, ma semplicemente ripristinano lo status quo ante, come avviene sempre per la Manutenzione incidentale, ma a rigor di logica, può avvenire anche con la Manutenzione preventiva. Nella lingua italiana Manutenzione correttiva si contrappone a Manutenzione migliorativa, dove appunto l'azione manutentiva concorre ad aumentare il valore del sistema e/o a migliorarne le prestazioni.